# Ганн, Брайан
Бра́йан Ганн (англ. Bryan Gunn, 22 декабря 1963, Терсо, Шотландия) — шотландский футболист, вратарь. После завершения игровой карьеры — футбольный тренер. В качестве игрока прежде всего известен по выступлениям за «Норвич Сити», а также национальную сборную Шотландии.

## Биография
Ганн родился 22 декабря 1963 года в Терсо, Шотландия. В профессиональном футболе дебютировал в 1980 году выступлениями за «Абердин», в котором провел шесть сезонов, приняв участие в 15 матчах чемпионата.
В октябре 1986 года Ганн был продан английскому «Норвич Сити» 100 000 фунтов стерлингов. Он был куплен в качестве замены Крису Вудсу, который перешёл в Рейнджерс. Всего за Норвич Ганн сыграл 390 матчей. Большую часть времени, проведенного в составе «Норвич Сити», был основным голкипером команды.
Завершил профессиональную игровую карьеру в клубе «Хиберниан», за который выступал на протяжении 1998—1999 годов.